# 辽海出版社
辽海出版社是一家位于中华人民共和国辽宁省沈阳市和平区十一纬路29号的出版社，现为北方联合出版传媒（集团）股份有限公司的子公司。辽海出版社主要出版教材教辅、古代典籍、史志、档案文献、文史哲及社会科学著作、工具书、普及读物。1996年12月改名之前，出版社曾以辽沈书社、辽宁古籍出版社之名出版书籍。
辽海出版社的前身是1983年8月23日成立的辽沈书社。辽沈书社成立之初作为辽宁人民出版社的副牌，1992年6月脱离辽宁人民出版社独立。作为专业出版社，辽沈书社旨在整理出版文学、历史、哲学、科学技术、军事、语言文字、方志等方面的古籍和著作。1994年4月，辽沈书社更名为辽宁古籍出版社。1996年12月26日，出版社再次更名，改名为辽海出版社。